# Arondismentul Saint-Omer
Arondismentul Saint-Omer (în franceză Arrondissement de Saint-Omer) este un arondisment din departamentul Pas-de-Calais, regiunea Nord-Pas-de-Calais, Franța.

## Subdiviziuni

### Cantoane
- Cantonul Ardres (Aarde)
- Cantonul Ariën (Aire-sur-la-Lys)
- Cantonul Arques (Arken)
- Cantonul Fauquembergues (Valkenberg)
- Cantonul Lumbres (Lumeres)
- Cantonul Ouderwijk (Audruicq)
- Cantonul Sint-Omaars-Nord (Saint-Omer-Nord)
- Cantonul Sint-Omaars-Sud (Saint-Omer-Sud)

### Comune
| 1. Acquin-Ouestbécourt (62008)      | 2. Affringues (62010)                 | 3. Aire-sur-la-Lys (62014)            | 4. Alquines (62024)               |
| 5. Ardres (62038)                   | 6. Arques (62040)                     | 7. Audincthun (62053)                 | 8. Audrehem (62055)               |
| 9. Audruicq (62057)                 | 10. Autingues (62059)                 | 11. Avroult (62067)                   | 12. Balinghem (62078)             |
| 13. Bayenghem-lès-Seninghem (62088) | 14. Bayenghem-lès-Éperlecques (62087) | 15. Beaumetz-lès-Aire (62095)         | 16. Blendecques (62139)           |
| 17. Bléquin (62140)                 | 18. Boisdinghem (62149)               | 19. Bomy (62153)                      | 20. Bonningues-lès-Ardres (62155) |
| 21. Bouvelinghem (62169)            | 22. Brêmes (62174)                    | 23. Campagne-lès-Wardrecques (62205)  | 24. Clairmarais (62225)           |
| 25. Clarques (62226)                | 26. Clerques (62228)                  | 27. Cléty (62229)                     | 28. Coulomby (62245)              |
| 29. Coyecques (62254)               | 30. Delettes (62265)                  | 31. Dennebroeucq (62267)              | 32. Dohem (62271)                 |
| 33. Ecques (62288)                  | 34. Elnes (62292)                     | 35. Enguinegatte (62294)              | 36. Enquin-les-Mines (62295)      |
| 37. Erny-Saint-Julien (62304)       | 38. Escoeuilles (62308)               | 39. Esquerdes (62309)                 | 40. Fauquembergues (62325)        |
| 41. Febvin-Palfart (62327)          | 42. Fléchin (62336)                   | 43. Guemps (62393)                    | 44. Hallines (62403)              |
| 45. Haut-Loquin (62419)             | 46. Helfaut (62423)                   | 47. Herbelles (62431)                 | 48. Heuringhem (62452)            |
| 49. Houlle (62458)                  | 50. Inghem (62471)                    | 51. Journy (62478)                    | 52. Laires (62485)                |
| 53. Landrethun-lès-Ardres (62488)   | 54. Ledinghem (62495)                 | 55. Leulinghem (62504)                | 56. Longuenesse (62525)           |
| 57. Louches (62531)                 | 58. Lumbres (62534)                   | 59. Mametz (62543)                    | 60. Mentque-Nortbécourt (62567)   |
| 61. Merck-Saint-Liévin (62569)      | 62. Moringhem (62592)                 | 63. Moulle (62595)                    | 64. Muncq-Nieurlet (62598)        |
| 65. Nielles-lès-Ardres (62614)      | 66. Nielles-lès-Bléquin (62613)       | 67. Nordausques (62618)               | 68. Nort-Leulinghem (62622)       |
| 69. Nortkerque (62621)              | 70. Nouvelle-Église (62623)           | 71. Offekerque (62634)                | 72. Ouve-Wirquin (62644)          |
| 73. Oye-Plage (62645)               | 74. Pihem (62656)                     | 75. Polincove (62662)                 | 76. Quelmes (62674)               |
| 77. Quercamps (62675)               | 78. Quiestède (62681)                 | 79. Racquinghem (62684)               | 80. Rebecques (62691)             |
| 81. Rebergues (62692)               | 82. Reclinghem (62696)                | 83. Recques-sur-Hem (62699)           | 84. Remilly-Wirquin (62702)       |
| 85. Renty (62704)                   | 86. Rodelinghem (62716)               | 87. Roquetoire (62721)                | 88. Ruminghem (62730)             |
| 89. Saint-Folquin (62748)           | 90. Saint-Martin-au-Laërt (62757)     | 91. Saint-Martin-d'Hardinghem (62760) | 92. Saint-Omer (62765)            |
| 93. Saint-Omer-Capelle (62766)      | 94. Sainte-Marie-Kerque (62756)       | 95. Salperwick (62772)                | 96. Seninghem (62788)             |
| 97. Serques (62792)                 | 98. Setques (62794)                   | 99. Surques (62803)                   | 100. Tatinghem (62807)            |
| 101. Thiembronne (62812)            | 102. Thérouanne (62811)               | 103. Tilques (62819)                  | 104. Tournehem-sur-la-Hem (62827) |
| 105. Vaudringhem (62837)            | 106. Vieille-Église (62852)           | 107. Wardrecques (62875)              | 108. Wavrans-sur-l'Aa (62882)     |
| 109. Wismes (62897)                 | 110. Wisques (62898)                  | 111. Wittes (62901)                   | 112. Wizernes (62902)             |
| 113. Zouafques (62904)              | 114. Zudausques (62905)               | 115. Zutkerque (62906)                | 116. Éperlecques (62297)          |